# Dizy-le-Gros
Dizy-le-Gros és un municipi francès situat al departament de l'Aisne i a la regió dels Alts de França. L'any 2007 tenia 773 habitants.

## Demografia

### Població
El 2007 la població de fet de Dizy-le-Gros era de 773 persones. Hi havia 309 famílies de les quals 82 eren unipersonals (35 homes vivint sols i 47 dones vivint soles), 94 parelles sense fills, 113 parelles amb fills i 20 famílies monoparentals amb fills.
La població ha evolucionat segons el següent gràfic:
Habitants censats

### Habitatges
El 2007 hi havia 355 habitatges, 309 eren l'habitatge principal de la família, 27 eren segones residències i 19 estaven desocupats. 340 eren cases i 13 eren apartaments. Dels 309 habitatges principals, 250 estaven ocupats pels seus propietaris, 52 estaven llogats i ocupats pels llogaters i 8 estaven cedits a títol gratuït; 1 tenia una cambra, 15 en tenien dues, 36 en tenien tres, 73 en tenien quatre i 184 en tenien cinc o més. 195 habitatges disposaven pel capbaix d'una plaça de pàrquing. A 148 habitatges hi havia un automòbil i a 106 n'hi havia dos o més.

### Piràmide de població
La piràmide de població per edats i sexe el 2009 era:
| Homes | Edats   | Dones |
| ----- | ------- | ----- |
| 0     | 95 o +  | 0     |
| 4     | 90 a 94 | 0     |
| 12    | 85 a 89 | 16    |
| 4     | 80 a 84 | 4     |
| 8     | 75 a 79 | 16    |
| 20    | 70 a 74 | 20    |
| 16    | 65 a 69 | 28    |
| 20    | 60 a 64 | 12    |
| 12    | 55 a 59 | 20    |
| 12    | 50 a 54 | 28    |
| 32    | 45 a 49 | 20    |
| 16    | 40 a 44 | 24    |
| 28    | 35 a 39 | 20    |
| 52    | 30 a 34 | 28    |
| 24    | 25 a 29 | 20    |
| 12    | 20 a 24 | 24    |
| 28    | 15 a 19 | 24    |
| 28    | 10 a 14 | 16    |
| 36    | 5 a 9   | 36    |
| 24    | 0 a 4   | 24    |

## Economia
El 2007 la població en edat de treballar era de 478 persones, 323 eren actives i 155 eren inactives. De les 323 persones actives 279 estaven ocupades (168 homes i 111 dones) i 44 estaven aturades (20 homes i 24 dones). De les 155 persones inactives 56 estaven jubilades, 38 estaven estudiant i 61 estaven classificades com a «altres inactius».

### Ingressos
El 2009 a Dizy-le-Gros hi havia 313 unitats fiscals que integraven 791 persones, la mediana anual d'ingressos fiscals per persona era de 13.424 €.

### Activitats econòmiques
Dels 28 establiments que hi havia el 2007, 2 eren d'empreses alimentàries, 8 d'empreses de construcció, 9 d'empreses de comerç i reparació d'automòbils, 2 d'empreses de transport, 2 d'empreses d'hostatgeria i restauració, 1 d'una empresa immobiliària, 1 d'una empresa de serveis, 2 d'entitats de l'administració pública i 1 d'una empresa classificada com a «altres activitats de serveis».
Dels 13 establiments de servei als particulars que hi havia el 2009, 1 era una oficina de correu, 1 taller de reparació d'automòbils i de material agrícola, 2 paletes, 1 fusteria, 5 lampisteries, 1 perruqueria i 2 restaurants.
Dels 3 establiments comercials que hi havia el 2009, 1 era una botiga de més de 120 m², 1 una botiga de menys de 120 m² i 1 una fleca.
L'any 2000 a Dizy-le-Gros hi havia 20 explotacions agrícoles que ocupaven un total de 2.363 hectàrees.

## Equipaments sanitaris i escolars
Els 2 equipaments sanitaris que hi havia el 2009 eren farmàcies.
El 2009 hi havia una escola elemental.

## Poblacions més properes
El següent diagrama mostra les poblacions més properes.